# Val-Revermont
Val-Revermont ist eine französische Gemeinde mit 2494 Einwohnern (Stand 1. Januar 2022) im Département Ain in der Region Auvergne-Rhône-Alpes. Sie gehört zum Kanton Saint-Étienne-du-Bois im Arrondissement Bourg-en-Bresse.
Sie entstand als Commune nouvelle durch ein Dekret vom 30. September 2015 mit Wirkung vom 1. Januar 2016, indem die bisherigen Gemeinden Pressiat und Treffort-Cuisiat zusammengelegt wurden. Diese sind seither Communes déléguées. Bereits am 1. Dezember 1972 war die Gemeinde Cuisiat in die Gemeinde Treffort eingegliedert worden, wobei die fusionierte Gemeinde den Namen Treffort-Cuisiat erhalten hat. Sie ist der Hauptort (Chef-lieu) der Commune nouvelle Val-Revermont.

## Geographie
Die Gemeinde Val-Revermont liegt im Südosten der Bresse am Revermont als südwestlichem Ausläufer des Jura, 13 Kilometer nordöstlich von Bourg-en-Bresse. Sie grenzt im Norden an Courmangoux, im Nordosten an Bourcia, im Osten an Nivigne et Suran mit Chavannes-sur-Suran, im Südosten an Simandre-sur-Suran und Drom, im Süden an Meillonnas und im Westen an Saint-Étienne-du-Bois. In Val-Revermont entspringt der Sevron und einige seiner Nebenflüsse.

## Bevölkerungsentwicklung
| Jahr                                                                  | 1962 | 1968 | 1975 | 1982 | 1990 | 1999 | 2016 | 2021 |
| --------------------------------------------------------------------- | ---- | ---- | ---- | ---- | ---- | ---- | ---- | ---- |
| Einwohner                                                             | 1088 | 1034 | 1228 | 1704 | 1934 | 2101 | 2581 | 2500 |
| Quellen: Cassini und INSEE (bis 2016 Addition der Vorgängergemeinden) |      |      |      |      |      |      |      |      |

## Sehenswürdigkeiten
- Kirche Saint-Clément im Ortsteil Cuisiat
- Kirche Saint-Laurent im Ortsteil Pressiat

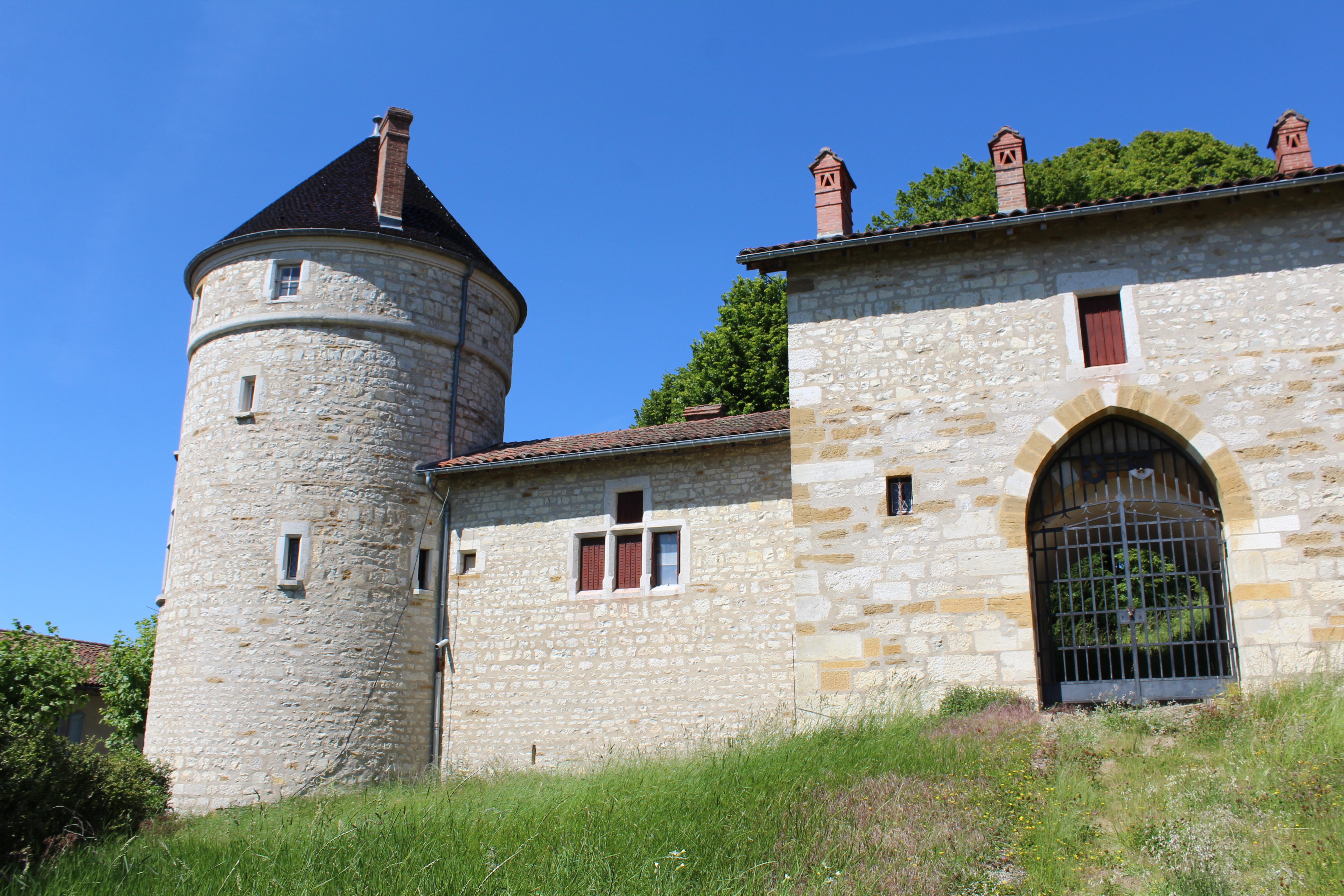
Kirche Mariä Himmelfahrt im Ortsteil Treffort
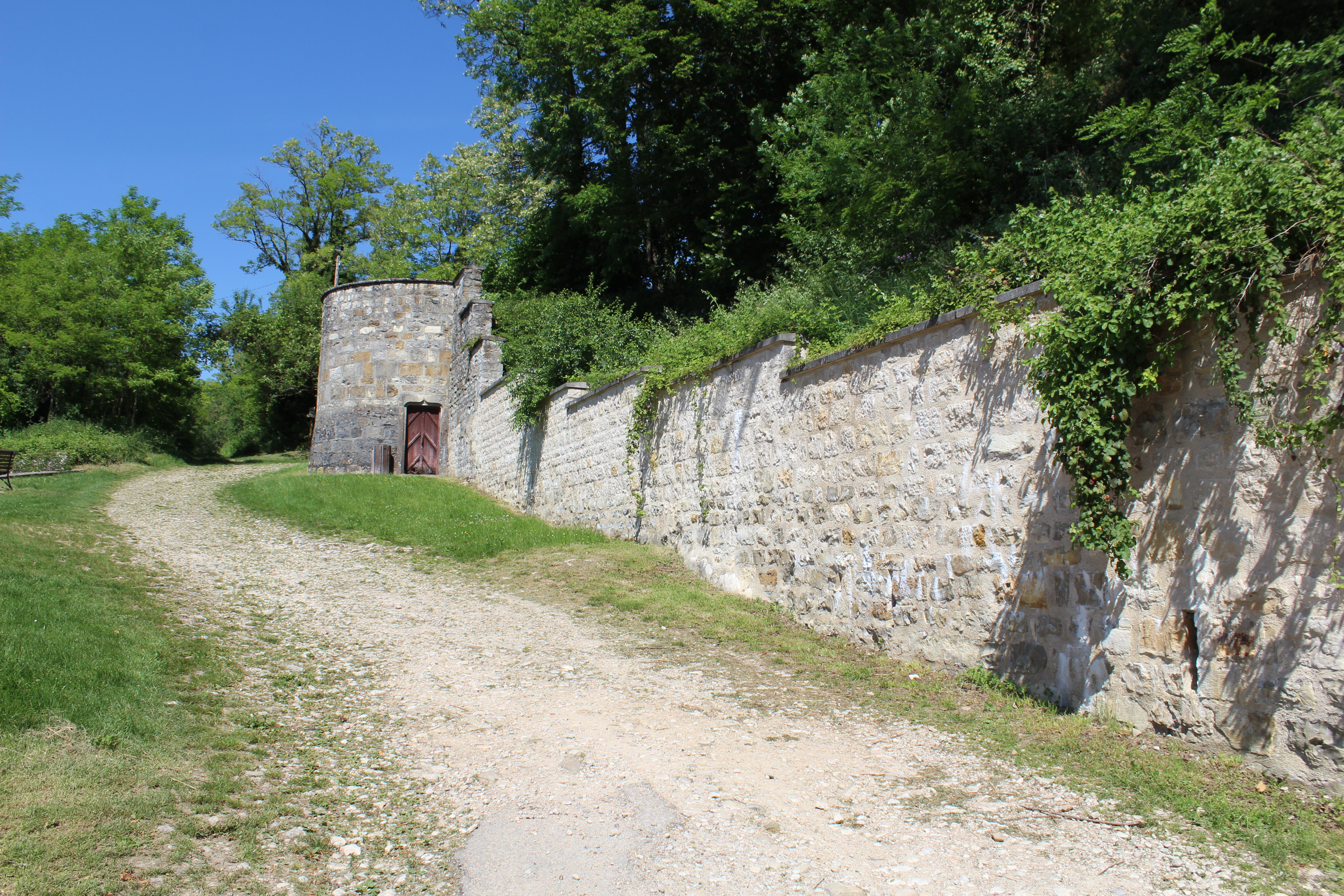
Reste der ehemaligen Ortsbefestigung Treffort

- Kapelle Montmerle im Ortsteil Treffort
- Kapelle Saint-Pierre im Ortsteil Treffort
- Schloss Treffort
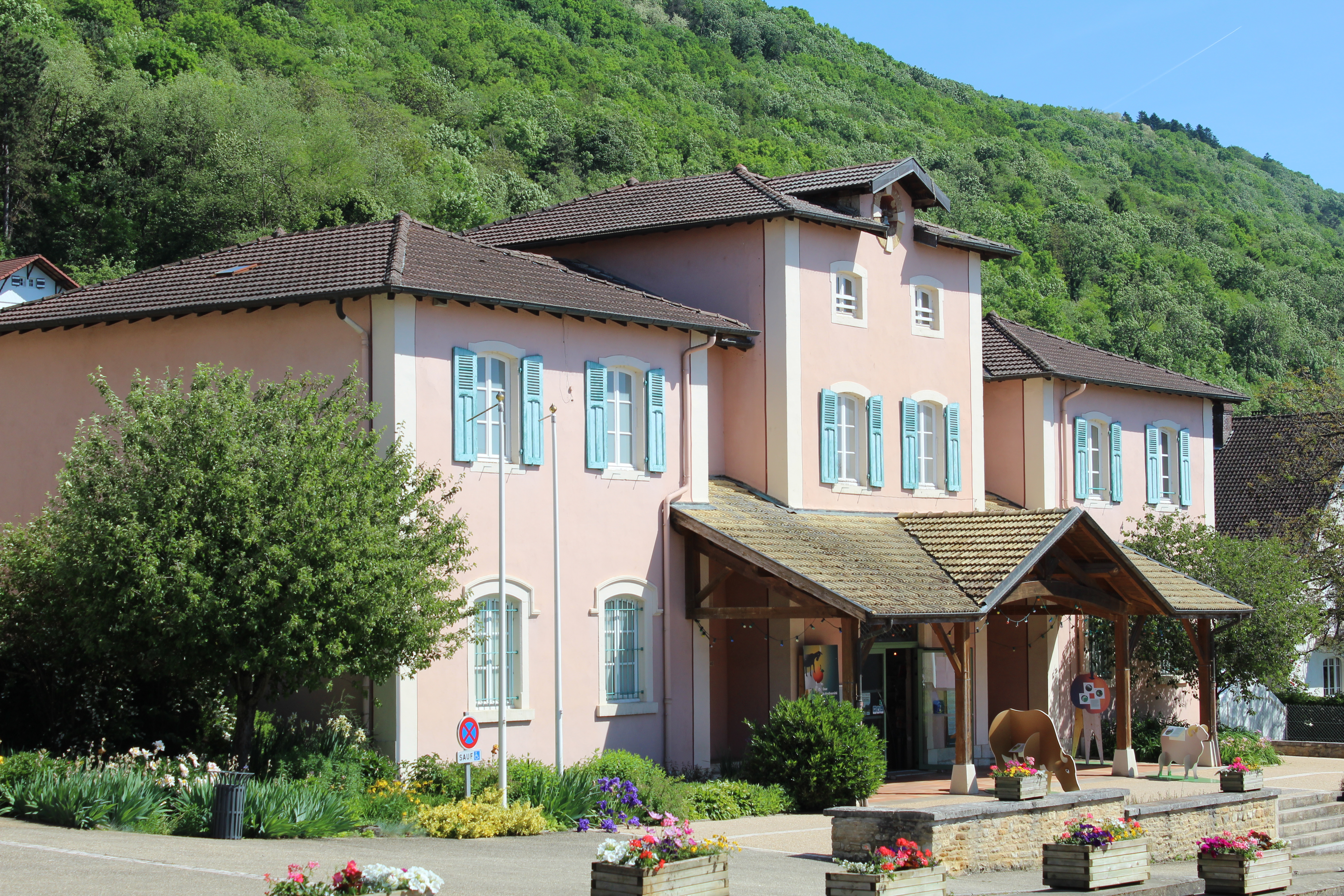
Museum des Revermont im Ortsteil Cuissiat
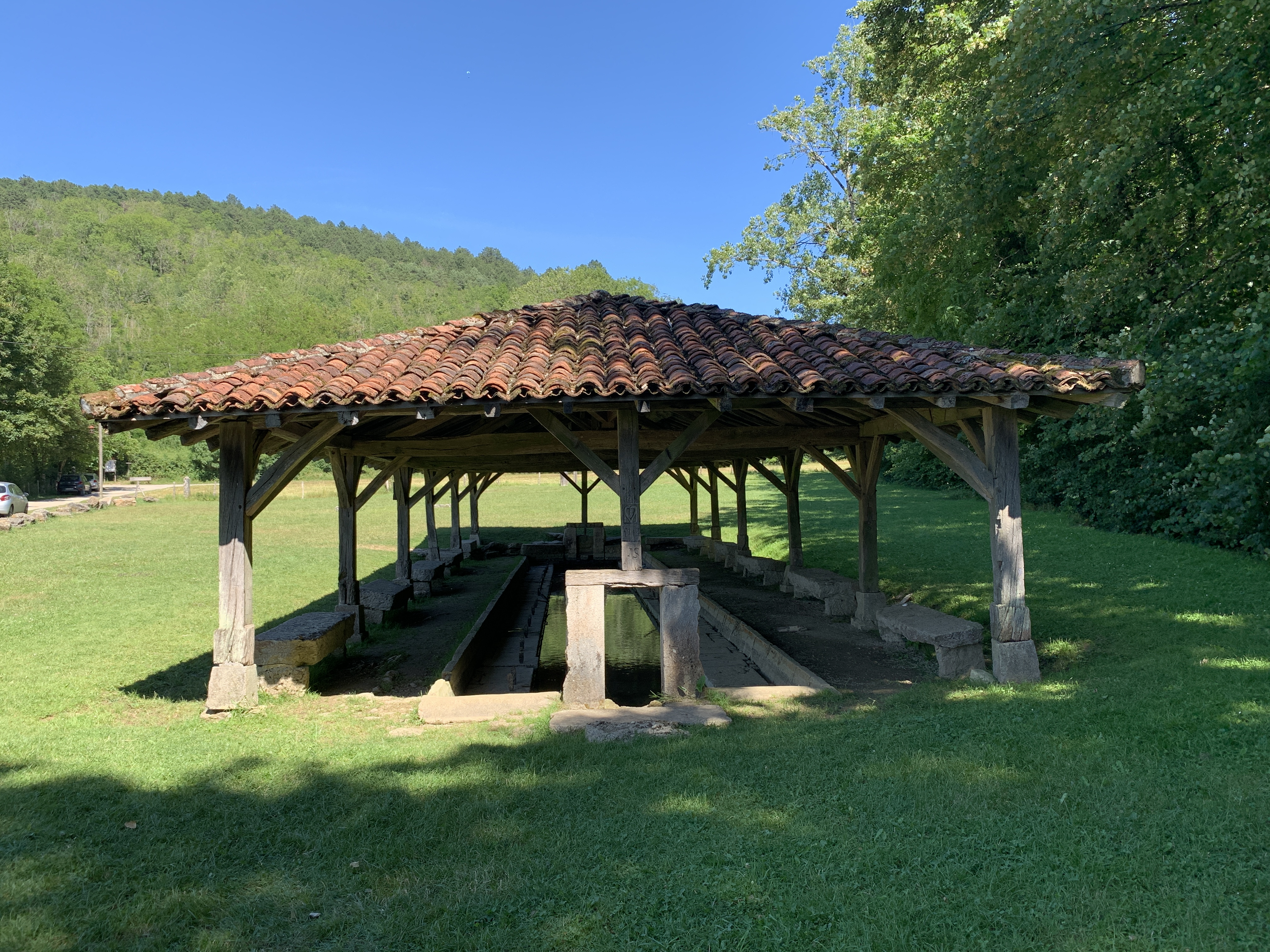
Ehemaliges öffentliches Waschhaus
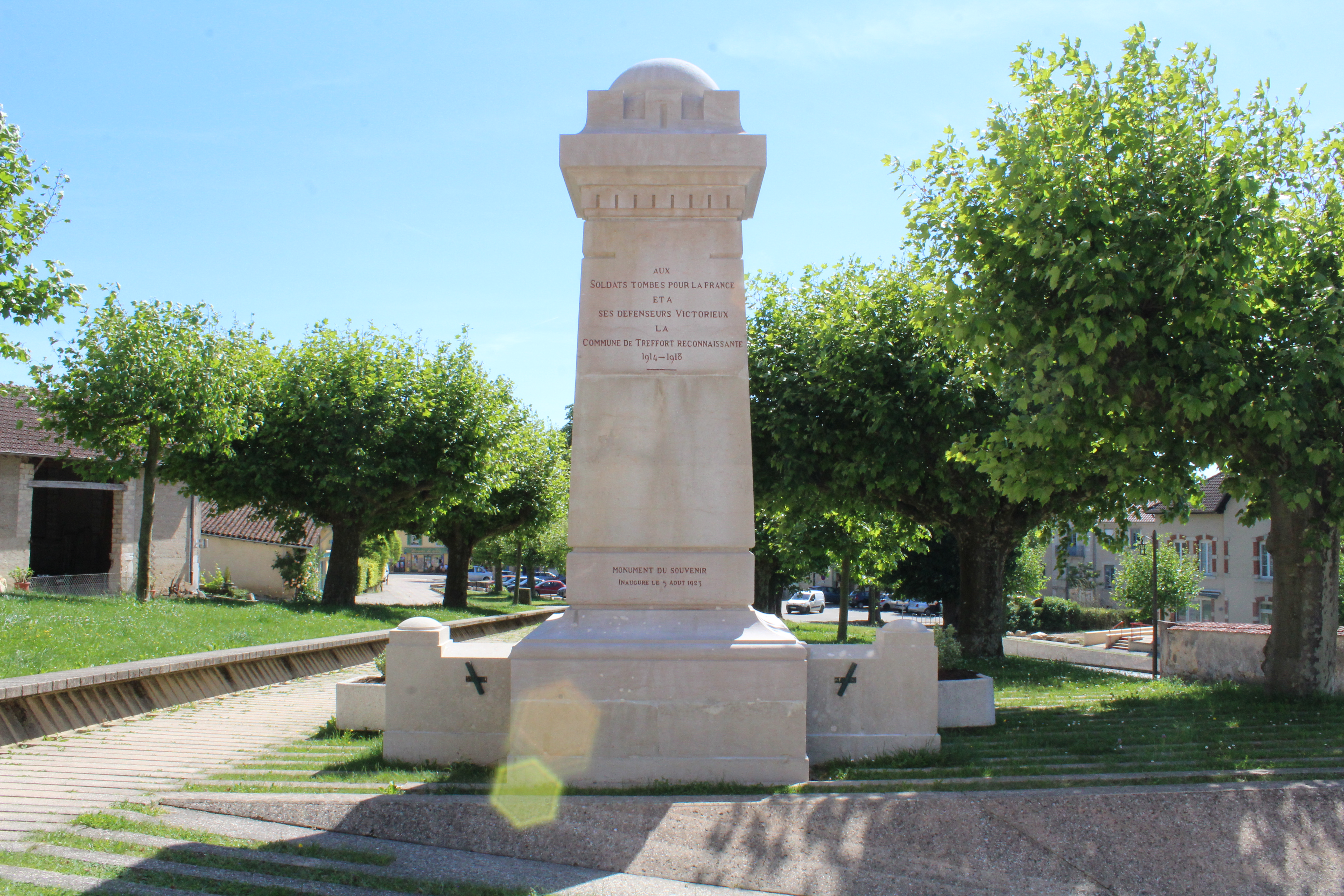
Gefallenendenkmal

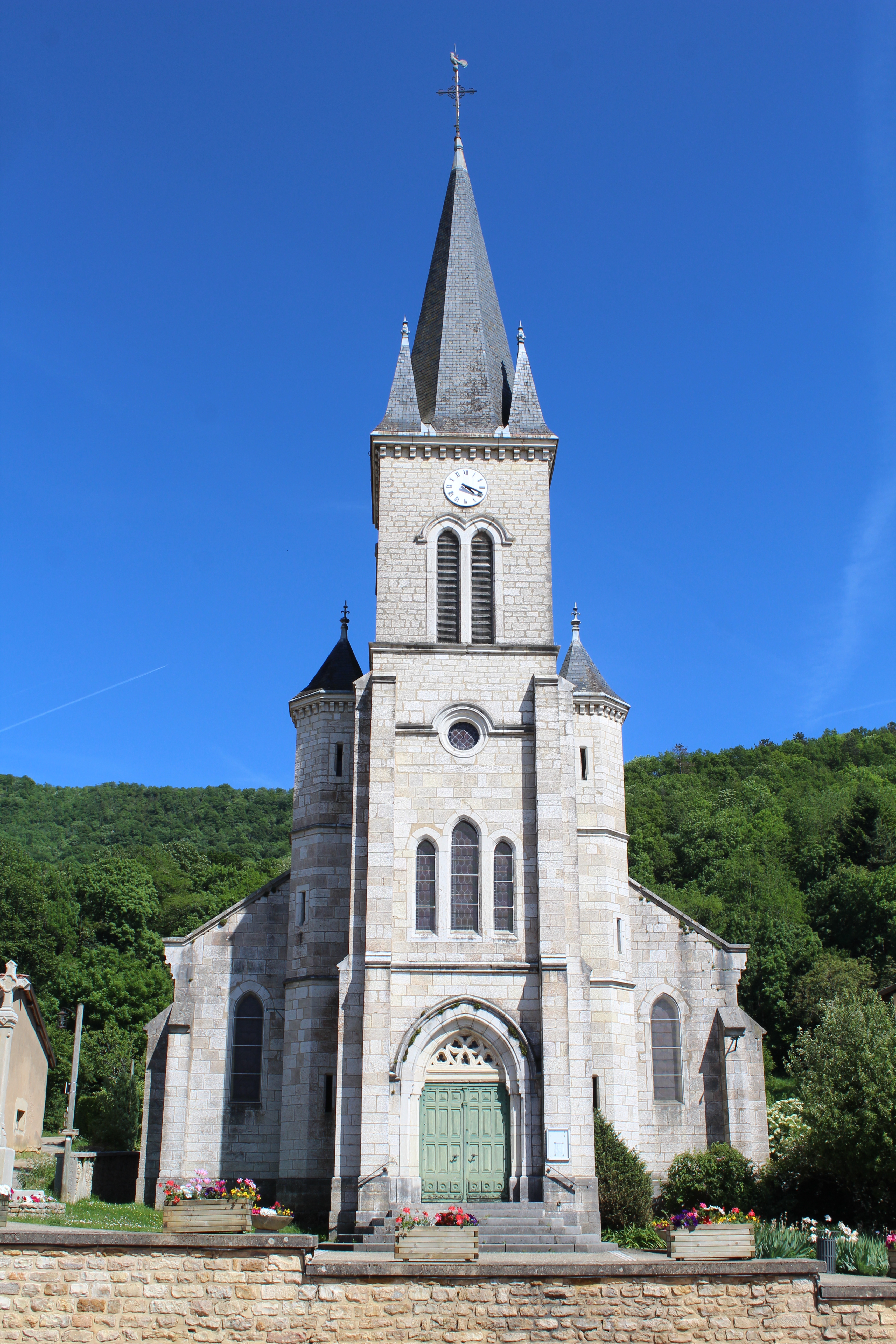
Kirche Saint-Clément
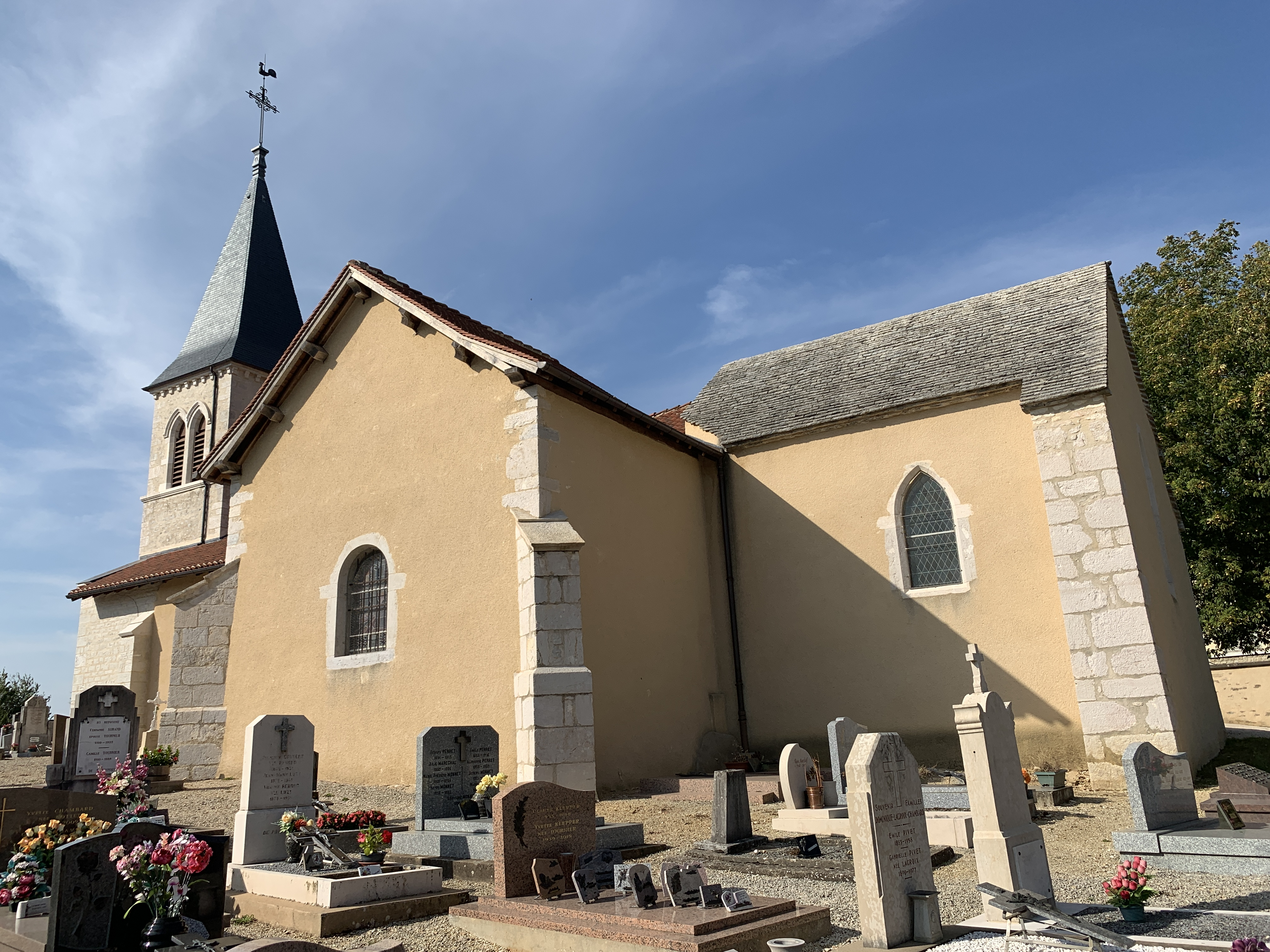
Kirche Saint-Laurent
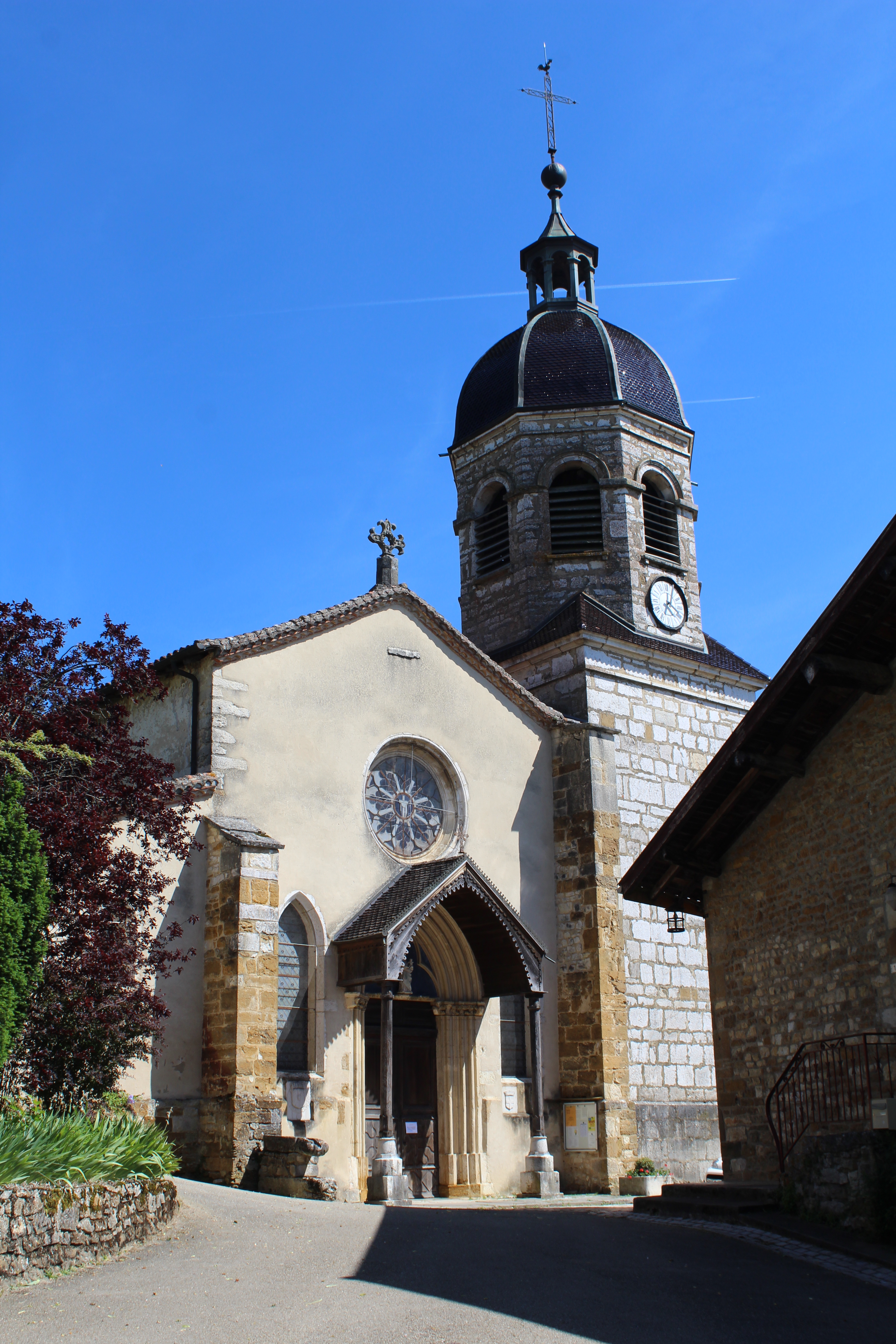
Kirche Mariä Himmelfahrt
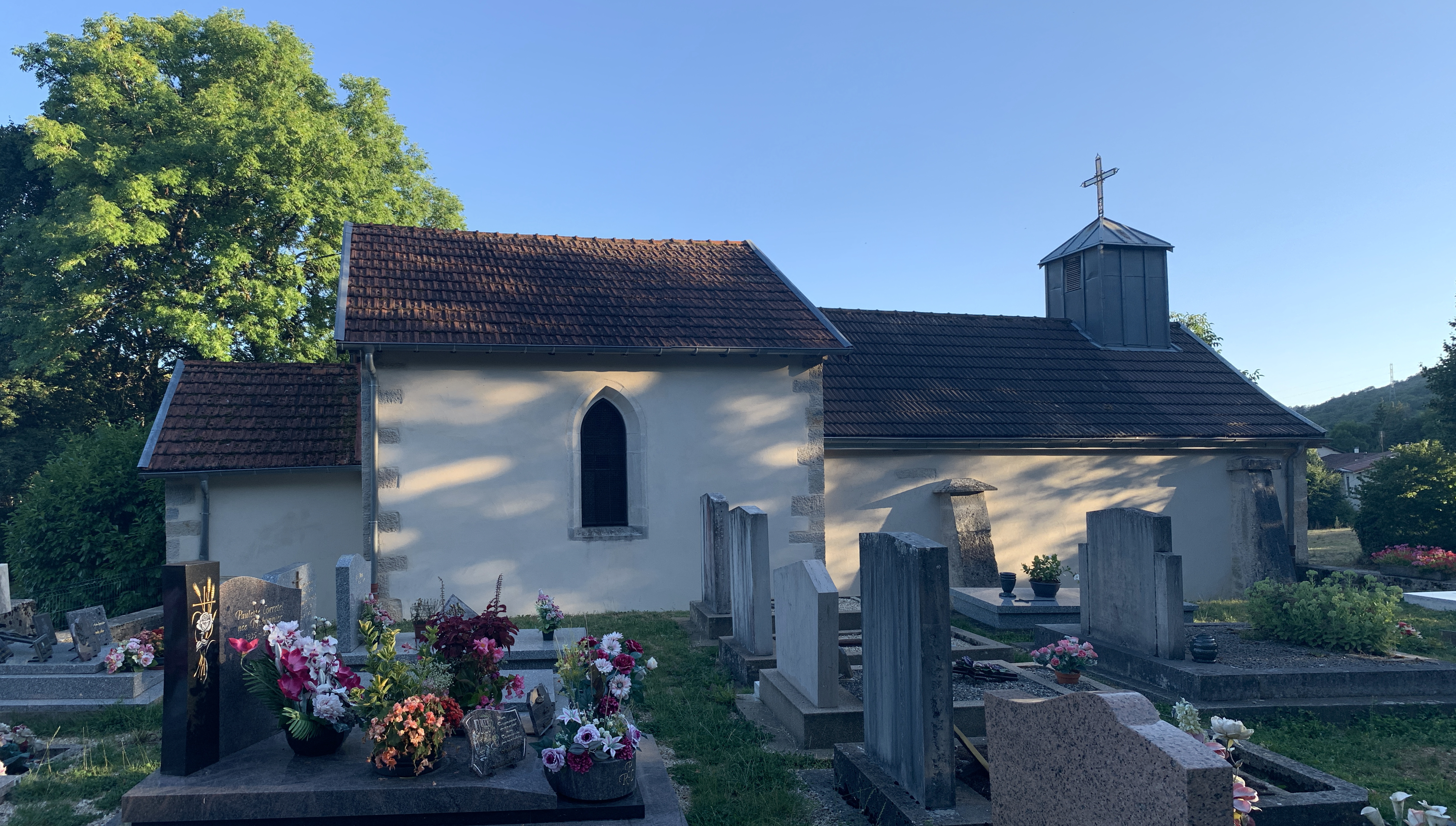
Kapelle Montmerle
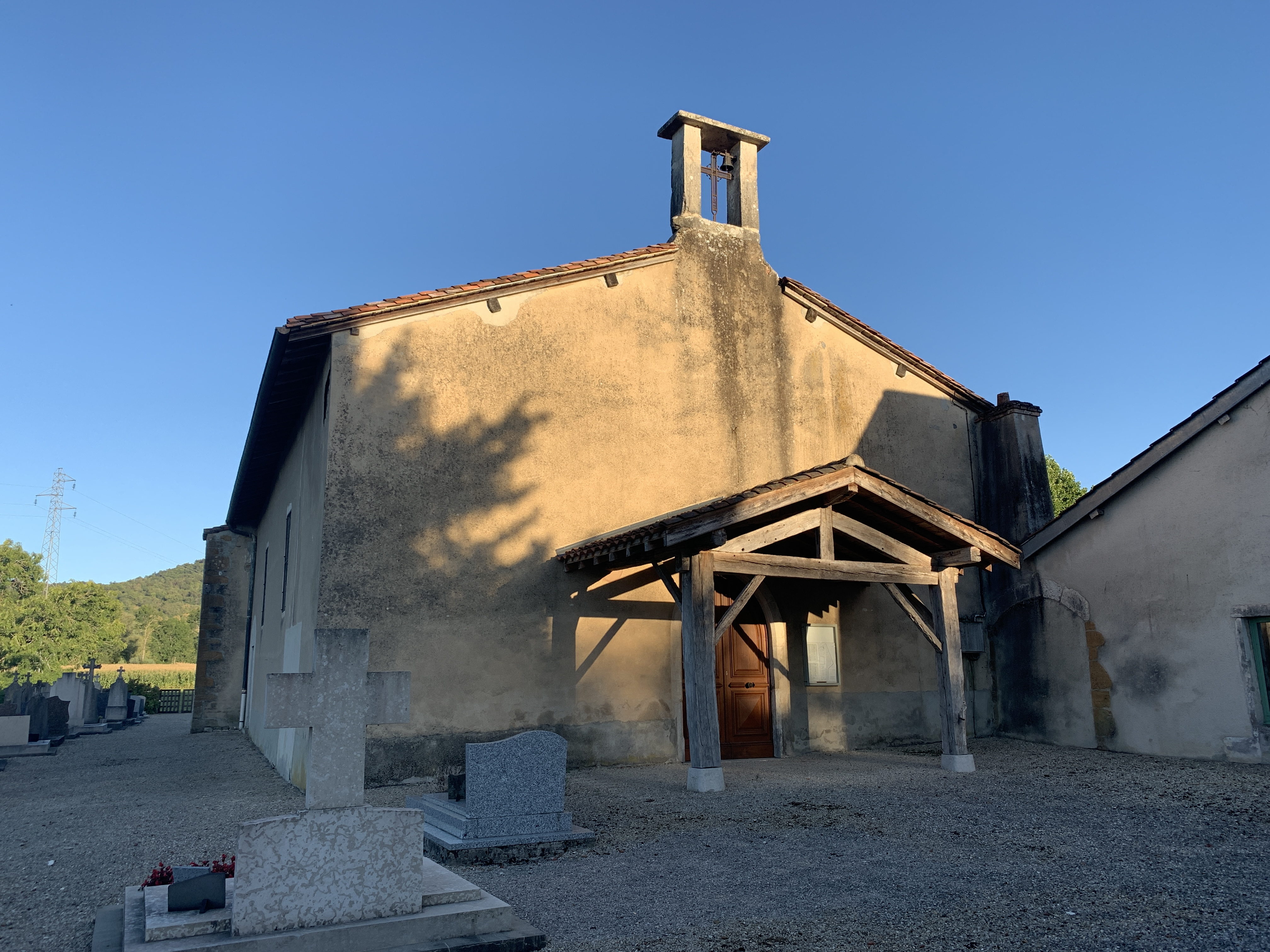
Kapelle Saint-Pierre

- Schloss Treffort
- Reste der ehemaligen Ortsbefestigung Treffort
- Revermont-Museum
- Ehemaliges öffentliches Waschhaus
- Gefallenendenkmal